# Maxillaria longiloba
Maxillaria longiloba är en orkidéart som först beskrevs av Oakes Ames och Charles Schweinfurth, och fick sitt nu gällande namn av John T. Atwood. Maxillaria longiloba ingår i släktet Maxillaria och familjen orkidéer. Inga underarter finns listade i Catalogue of Life.